# Kayattār
Kayattār är en ort i Indien.   Den ligger i distriktet Thoothukkudi och delstaten Tamil Nadu, i den södra delen av landet, 2 200 km söder om huvudstaden New Delhi. Kayattār ligger 61 meter över havet och antalet invånare är 10 007.
Terrängen runt Kayattār är platt. Runt Kayattār är det ganska tätbefolkat, med 172 invånare per kvadratkilometer. Närmaste större samhälle är Gangaikondān, 10,1 km söder om Kayattār. Omgivningarna runt Kayattār är en mosaik av jordbruksmark och naturlig växtlighet.